# Цецилия Рената Австрийска
Цецилия Рената Австрийска (на немски: Cäcilia Renata von Österreich; на полски: Cecylia Renata Habsburżanka) от род Хабсбурги е ерцхерцогиня на Австрия и чрез женитба кралица на Полша и велика княгиня на Литва (1637 – 1644).

## Биография
Родена е на 16 юли 1611 в Грац, Хабсбургска монархия. Дъщеря е на император Фердинанд II (1578 – 1637) и съпругата му Мария Анна (1574 – 1616), дъщеря на херцог Вилхелм V от Бавария.
На 13 септември 1637 г. в Краков Цецилия се омъжва за първия си братовчед полския крал Владислав Зигмунт Васа (1595 – 1648) от династията Васа. От краля тя получава подарък кола, облицована със злато и сребро. Иначе той няма симпатии към нея.
Цецилия Рената умира на 24 март 1644 г. на 32 години при раждане на мъртвороденото си второ дете в палата на великия княз на Литва във Вилнюс. Погребана е в криптата на катедралата Вавел в Краков.
През 1645 г. Владислав IV Васа се жени за принцеса Луиза Мария Гонзага (1611 – 1667).

## Деца
Тя ражда две деца, които не порастват:
- Зигмунт Казимир (1640 – 1647)
- Мария Анна Изабела (*/† 1644)

## Галерия
- Владислав IV Васа
- Ерцхерцогиня Цецилия Рената (1611 – 1644), кралица на Полша, ок. 1640
- Зигмунт Казимир Васа (1640 – 1647)